# Hypaedalea insignis
Hypaedalea insignis är en fjärilsart som beskrevs av Butler 1877. Hypaedalea insignis ingår i släktet Hypaedalea och familjen svärmare. Inga underarter finns listade i Catalogue of Life.